# تشيس ستانلي
تشيس ستانلي (بالإنجليزية: Chase Stanley)‏ هو لاعب دوري الرغبي نيوزيلندي، ولد في 31 مايو 1989 في سيدني في أستراليا.